# 亨利·爱德华·罗伯茨
亨利·爱德华·「艾德」·罗伯茨（英語：Henry Edward "Ed" Roberts，1941年9月13日—2010年4月1日）是一名美国工程师、企业家、医生，他曾于1975年发明了第一台个人电脑，因而他也经常被称为“个人电脑之父”。1970年他创立了微仪系统家用电子公司（MITS，Micro Instrumentation and Telemetry Systems），最初公司是面向火箭模型爱好者销售电子设备，然而其第一个成功的产品曾是1971年《大众电子》（Popular Electronics）封面上所介绍的电子计算器。这一计算器相当地成功，1973年时销量就达到了100万美元。然而一场计算器价格战使公司在1974陷入了债务危机。后来，罗伯茨又发明了一台全使用新型Intel 8080微处理器的Altair 8800个人电脑。这一产品在1975年1月的《大众电子》封面上获得了推介，使得爱好者们涌入MITS公司购买这台售价397美元的个人电脑。比尔·盖茨和保罗·艾伦后来前往MITS公司为该电脑制作了软件和Altair BASIC语言，这也是微软的第一个产品。罗伯茨于1977年卖掉了MITS公司并前往佐治亚州，在那里他务农、学习医学，最后成为了小镇的一名医生。